# Hiëronymus van Beverninck
Hiëronymus van Beverninck, (Jérôme van Beverninck, dit le Pacificateur), diplomate et botaniste hollandais (1614, Gouda - 1690).

## Biographie
Négociateur habile, il représenta les États généraux aux traités de Bréda, 1667, Aix-la-Chapelle, 1668 et Nimègue, 1678. Il se retira près de Leyde, et s'appliqua avec ardeur à l'étude de la botanique, dont il aida puissamment les progrès ; on lui doit l'introduction en Europe de la capucine à grandes feuilles, et un livre estimé sur les Plantes rares, Dantzig, 1678. Il entretenait un jardin dans lequel il avait notamment introduit l'azélée d'Inde (Azalea indica).

## Source
Cet article comprend des extraits du Dictionnaire Bouillet. Il est possible de supprimer cette indication, si le texte reflète le savoir actuel sur ce thème, si les sources sont citées, s'il satisfait aux exigences linguistiques actuelles et s'il ne contient pas de propos qui vont à l'encontre des règles de neutralité de Wikipédia.